# Кладбище «Байгуши»
Кладбище «Байгуши» — некрополь города Владимира, расположенный в Судогодском районе, в 9 км на юго-восток от города.
Название по близ расположенному одноимённому населённому пункту — деревне Байгуши. В настоящее время считается закрытым.

## История
Организовано в послевоенный период. Вплоть до организации в 1975 году кладбища Улыбышево было главным городским некрополем.
Среди похороненных на центральной аллее кладбища Герой Советского Союза П. З. Истратов (1907—1976), 1-й секретарь Владимирского обкома партии Михаил Пономарёв (1918—2001), председатель Владимирского облисполкома Тихон Сушков (1918—1999), Председатель Ковровского горисполкома М. Я. Крушин (1924—1982), первый директор завода «Электроприбор», главный инженер завода «Автоприбор» и «ВПО Точмаш» Павел Тюков (1904—1977), заслуженный врач РСФСР С. П. Белов (1895—1988), полные кавалеры Ордена Славы И. Т. Бакаров (1914—1970) и И. Т. Буранов (1914—1978), председатель Комитета по телевидению и радиовещанию Владимирского облисполкома Инесса Синявина (1929—2006), погибший в Афганистане капитан В. А. Фёдоров (1954—1984).
Кладбище — место упокоения умершего во Владимире известного политического деятеля дореволюционной России В. В. Шульгина (1878—1976), стоявший ранее на могиле деревянный крест в 2007 году заменён на гранитный, созданный по эскизу народного художника России Ильи Глазунова и освящённый настоятелем Князь-Владимирского храма отцом Сергием (Фестинатовым).
Предложено создать туристический маршрут для любителей некрополистики «Старое кладбище (Князь-Владимирское кладбище) — Байгуши — Улыбышево», общественность предложила проинспектировать места воинских захоронений

## Известные захоронения
См. категорию Похороненные на кладбище «Байгуши»

## Галерея

Могила инженера, д.т.н., профессора И. Елисеева.
Могила полного кавалера ордена Славы И. Т. Бакарова.
Могила историка, археолога и архитектуроведа, д.и.н., профессора Н. Н. Воронина.

Могила профессора Л. Б. Соколова.
Могила артиста Сергея Юматова[вд].
Могила писателя Сергея Никитина.
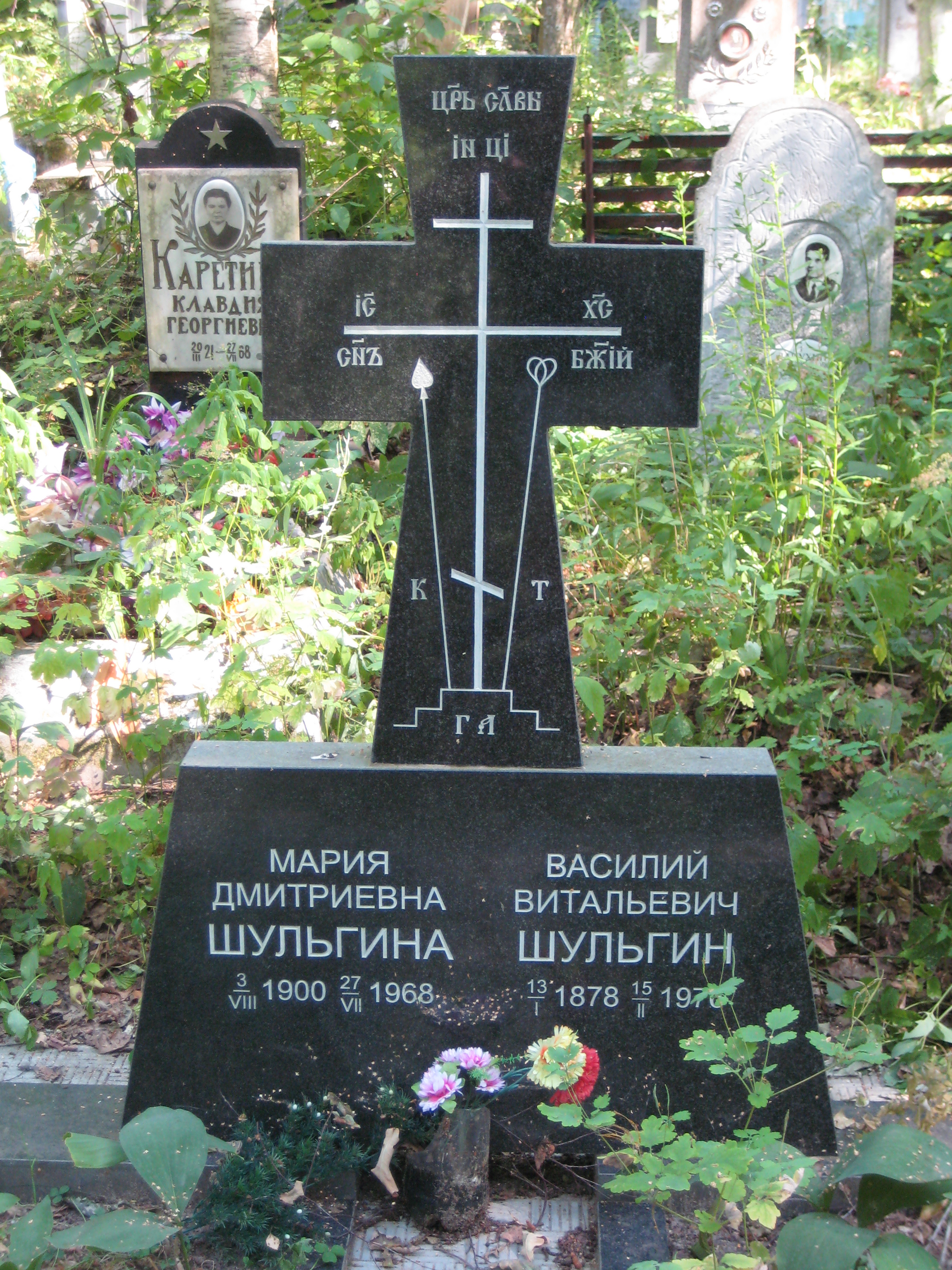
Могила В.В. Шульгина.